# Atlantic Ocean (группа)
Atlantic Ocean (рус. Атлантический Океан) — голландский электронный дуэт. Их хитом стал «Waterfall», а ещё четыре сингла попали в британский чарт синглов в 1990-е годы. Группа выпустила несколько EP, включая «Lorelei», «Pegasus», «Set You Free» и «Trance-Atlantis». Бен Либранд также создал 3D-анимационный видеоклип для «Trance-Atlantis». Трек «Waterfall» был выпущен в 1993 году и стал первым и самым успешным треком дуэта. Он был включен во многие сборники Ministry of Sound и имел три версии: радиоверсию, спокойный микс и оригинальное 12-дюймовое издание. Сингл достиг 22-го места в британском чарте синглов в 1994 году. Ремикс-версия достигла 21-го места в 1996 году. Пару раз трек был ремикширован, в том числе ATB, Вуди ван Вейденом и Питером Паркером. В 2011 году была выпущена официальная версия, сделанная Dave Morrow и Dennis Quinn. Группа Lemon Jelly использовала семпл «Waterfall» в своей песне «Don’t Stop Now», альтернативно названной «'93» в честь года выпуска «Waterfall».

## Дискография

### Альбом
- Waterfall (1994)